# 兔儿滩东遗址
兔儿滩东遗址，位于中国青海省同德县巴沟乡团结村，为第四批青海省文物保护单位，公布日期为1986年5月27日，类型为古遗址。
兔儿滩东遗址的历史年代为马家窑类型、半山类型。